# André-Marie Dubarle
Pour les articles homonymes, voir Dubarle.
André-Marie Dubarle (19 octobre 1910 – 15 avril 2002) est un dominicain et théologien français.

## Biographie
Il est le fils du capitaine André Dubarle.
Professeur de théologie morale au Saulchoir de Paris, il a écrit plusieurs essais consacrés à la théologie catholique, en particulier au thomisme, et s'est aussi spécialisé dans l'étude du Testimonium flavianum et dans l'histoire du suaire de Turin.
Il est le frère du philosophe Dominique Dubarle, également dominicain.

## Publications
- Les Sages d'Israël, Cerf, 1946
- Le Péché originel dans l'Écriture, Cerf, 1958
- La Manifestation naturelle de Dieu d'après l'Écriture, Cerf, 1976
- Le Péché originel : Perspectives théologiques, Cerf, 1983
- Histoire ancienne du linceul De Turin jusqu'au XIIIe siècle, Œil, 1985
- La Nouvelle Alliance et le Saint-Esprit, Cerf, 1995
- Histoire ancienne du linceul De Turin - Tome 2, 944-1356, François-Xavier de Guibert, 1999, avec Hilda Leynen
- Le Péché originel : Écriture et tradition, Cerf, 1999
- Somme théologique 1, par Thomas d'Aquin, Commentaire, Introduction, Cerf, 1984 (rééd. 2004), avec Claude Geffré, Jean-Michel Maldamé, Édith Neyrand, Marie-Joseph Nicolas, Jean-Hervé Nicolas, Albert Raulin et Aimon-Marie Roguet